# Хаттем

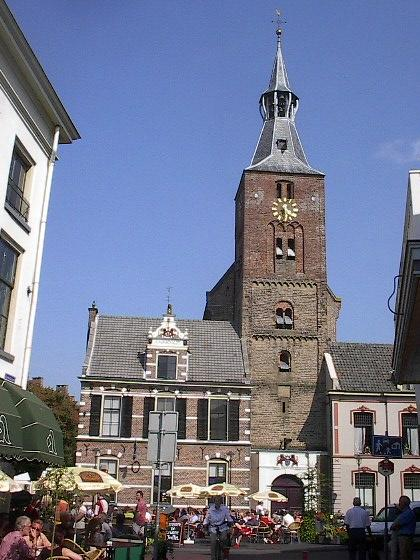
Церковь в Хаттеме

Хаттем (нидерл. Hattem) — город и община в провинции Гелдерланд в восточных Нидерландах. Получил городские права в 1299 году, за год до Амстердама. Находится рядом с лесами парка Де-Хоге-Велюве, на берегу реки Эйссел.